# 1414年
| 千纪： | 2千纪 |
| 世纪： | 14世纪 \| 15世纪 \| 16世纪                                                                                 |
| 年代： | 1380年代 \| 1390年代 \| 1400年代 \| 1410年代 \| 1420年代 \| 1430年代 \| 1440年代                           |
| 年份： | 1409年 \| 1410年 \| 1411年 \| 1412年 \| 1413年 \| 1414年 \| 1415年 \| 1416年 \| 1417年 \| 1418年 \| 1419年 |
| 纪年： | 甲午年（马年）；明永乐十二年；越南重光六年；日本應永二十一年                                               |

## 大事记
- 二月，明成祖率领50多万大军北征西部蒙古，與瓦剌戰于忽蘭忽失溫（今蒙古國烏蘭巴托東），瓦剌受到重創，此後多年不敢犯邊。
- 阿瓦王朝王儲明耶覺蘇瓦（彌利憍苴）以全力入侵勃固王朝，12月底征服了伊洛瓦底三角洲（英语：Irrawaddy Delta），迫使亞紮底律逃離勃固，前往馬達班。
- 帖木兒帝國旁遮普總督赫茲爾汗趁德里蘇丹國圖格魯克王朝滅亡之際佔領德里，建立賽義德王朝。
- 夏季，波蘭王國和立陶宛大公國為了解決與條頓騎士團的領土爭議，爆發短暫的衝突，戰爭在沒有取得主要政治成果情況下由康士坦斯大公會議調停，因為雙方在戰爭中皆採用焦土戰術，故又稱飢餓戰爭。
- 天主教會於1414年至1418年在康士坦斯主教區舉行康士坦斯大公會議。
- 8月6日——那不勒斯国王拉迪斯勞去世，姊姊喬萬娜二世繼位。

## 逝世
- 8月6日——拉迪斯勞，那不勒斯国王，自称耶路撒冷国王、西西里国王、普罗旺斯伯爵、福卡尔基耶伯爵，卡洛三世之子。（1377年出生）
- 10月8日——伊厉王朱㰘（1388年出生）